# یوهین
یوهین (سرده) (نام علمی: Yuhina) نام یک سرده از تیره سسکیان است.

## گونه‌ها
- یوهین خط‌دار (Yuhina castaniceps)
- یوهین هندوچینی (Yuhina torqueola)
- یوهین سینه‌شاه‌بلوطی (Yuhina everetti)
- یوهین پشت‌گردن‌سفید (Yuhina bakeri)
- یوهین شارب‌دار (Yuhina flavicollis)
- یوهین برمه‌ای (Yuhina humilis)
- یوهین گلونواری (Yuhina gularis)
- یوهین طوق‌سفید (Yuhina diademata)
- یوهین خرمایی (Yuhina occipitalis)
- یوهین تایوانی (Yuhina brunneiceps)
- یوهین چانه‌سیاه (Yuhina nigrimenta)